# جورجي مارينيسكو
جورجي مارينيسكو (بالرومانية: [ˈɡe̯orɡe mariˈnesku]؛ 28 فبراير 1863 – 15 مايو 1938) هو طبيب أعصاب روماني، ومؤسس المدرسة الرومانية لطب الأعصاب.

## لمحة تاريخية
بعد التحاقه بكلية الطب في جامعة بوخارست، تلقى مارينيسكو معظم تعليمه الطبي من خلال عمله كمسؤول التحضير في مختبر علم النسج في مستشفى برانكوفينو وكمساعد في المعهد البكتريولوجي تحت إشراف د. فيكتور بابيش، الذي نشر بالفعل في ذلك الوقت العديد من الأعمال حول التهاب النخاع المستعرض، والبكم الهستيري وتوسع الحدقة المرافق لذات الرئة.

## الحياة المهنية
بعد حصوله على التأهيل، وبناءً على توصية من بابيش، حصل مارينيسكو على منحة في الدراسات العليا من الحكومة لإجراء تدريب في طب الأعصاب تحت إشراف جان مارتن شاركو في مستشفى بيتي سالبترير في باريس، حيث قابل كلًا من بيير ماري، وجوزيف بابينسكي وفولغنس ريموند. بعد ذلك، عمل مارينيسكو مع كارل وايغرت في فرانكفورت ثم مع إيميل دوبوا ريموند في برلين. بتكليف من بيير ماري، ألقى مارينيسكو محاضرة حول التشريح المرضي لضخامة الأطراف في مؤتمر برلين الدولي في عام 1890.
بعد قضاء تسع سنوات خارج البلاد، عاد مارينيسكو في عام 1897 إلى بوخارست، حيث حصل على درجة الدكتوراه وشغل منصب أستاذ في مستشفى بانتيليمون بعد إنشاء قسم جديد لهذا المنصب خصيصًا من أجله. بعد ذلك بفترة قصيرة، أُنشئ كرسي جديد لطب الأعصاب السريري في جامعة بوخارست، في مستشفى كولنتينا. بقي مارينيسكو في هذا المنصب لمدة 41 عام ويُعتبر مؤسس المدرسة الرومانية لطب الأعصاب. انتُخب مارينيسكو كعضو فخري في الأكاديمية الرومانية في عام 1905.
في الفترة الممتدة بين يوليو 1898 و1901، نجح مارينيسكو في إنتاج الأفلام العلمية الأولى في العالم من عيادته في بوخارست: مشاكل المشي الناجمة عن الفالج العضوي (1898)، ومشاكل المشي الناجمة عن الشلل السفلي العضوي (1899)، وحالة فالج هستيري معالجة بواسطة التنويم المغناطيسي (1899)، ومشاكل المشي الناجمة عن الرنح التحركي المترقي (1900) وأمراض العضلات (1901). أمكن حفظ جميع هذه الموضوعات القصيرة بنجاح. أطلق البروفيسور على عمله هذا اسم «الدراسات بمساعدة التصوير السينمائي»، ونشر نتائجه، إلى جانب العديد من الإطارات المتتالية في مجلة لا سيماين ميديكال في باريس، ضمن أعداد المجلة المنشورة بين عامي 1899 و1902. في عام 1924، اعترف أوغست لوميير بأولوية البروفيسور مارينيسكو فيما يتعلق بالأفلام العلمية الأولى: «لقد رأيت تقاريرك العلمية حول استخدام التصوير السينمائي في دراسات الأمراض العصبية، أثناء استمراري في تلقي مجلة لا سيماين ميديكال، لكن شغلني في ذلك الوقت أمور أخرى، الأمر الذي لم يترك لي وقت فراغ كاف لبدء الدراسات البيولوجية. يجدر بي القول إنني قد نسيت تلك الأعمال وأنا ممتن لك لتذكيري بها. لسوء الحظ، لم يتبع كثير من العلماء طريقك». في عام 1935، أصبح مارينيسكو الرئيس المؤسس للجمعية الرومانية الملكية لعلم الوراثة وتحسين النسل، التي سعت إلى نشر علم تحسين النسل وترويج عمليات التعقيم القسرية.